# Быстрый (приток Студёной)
Быстрый — ручей в России, протекает по территории Усть-Камчатского района Камчатского края. Длина ручья — 15 км.
Начинается на восточном краю ледника Института Вулканологии, лежащего на склоне вулкана Толбачик, течёт параллельно ему в северном направлении. У нижнего края ледника поворачивает на запад и сохраняет это направление до своего устья. Впадает в реку Студёную слева на расстоянии 44 км от её устья.
Основные притоки — ручьи Малый Быстрый, Межлавовый (правые), Ледниковый, Останцевый (левые).
По данным государственного водного реестра России относится к Анадыро-Колымскому бассейновому округу.
- Код водного объекта — 19070000112220000015704[3].